# Port House
Port House (nota anche come Antwerp Port House) è un edificio portuale situato nel porto di Anversa in Belgio, nel quartiere 't Eilandje. 

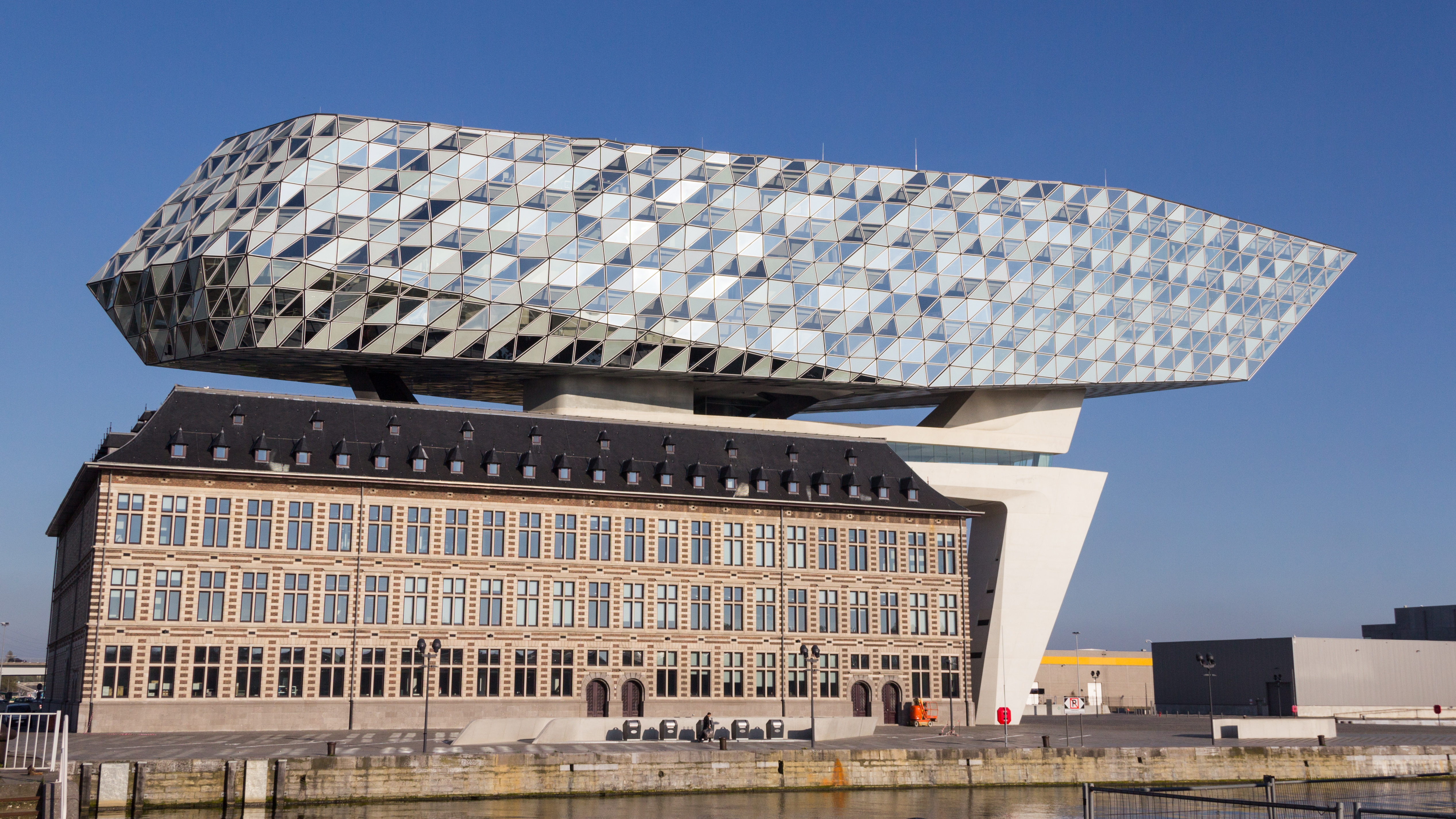
Vista di lato del Port House

Esso fa parte di un'opera di riqualificazione e di ristrutturazione dell'edificio abbandonato che precedentemente ospitava una stazione dei pompieri. Vi operano dall'inaugurazione circa 500 dipendenti dell'ufficio portuale belga ed è visitabile. L'apertura al pubblico è avvenuta il 22 settembre 2016 ed è stato realizzato dall'architetto Zaha Hadid.
Esteticamente si distingue per la presenza del precedente edificio storico a cui l'archistar ha aggiunto sopra un'imponente struttura in vetro dalla forma a diamante che sovrasta e domina la struttura.